# 卡姆 (大西洋比利牛斯省)
卡姆（法語：Came，法語發音：[kam]）是法国大西洋比利牛斯省的一个市镇，属于巴约讷区。

## 地理
卡姆（43°28'23"N, 1°6'38"W）面积33.9 平方千米，位于法国新阿基坦大区大西洋比利牛斯省，该省份为法国东南部省份，涵盖了贝阿恩与北巴斯克，西临大西洋比斯開灣，北至朗德省，东北接热尔省，东临上比利牛斯省，南与西班牙接壤。
与卡姆接壤的市镇（或旧市镇、城区）包括：阿斯坦格、韦尔加沃、索尔德拉拜、阿朗库、阿罗特-沙里特、比达什、拉巴斯蒂德自由城、莱朗、圣佩德莱朗。
卡姆的时区为UTC+01:00、UTC+02:00（夏令时）。

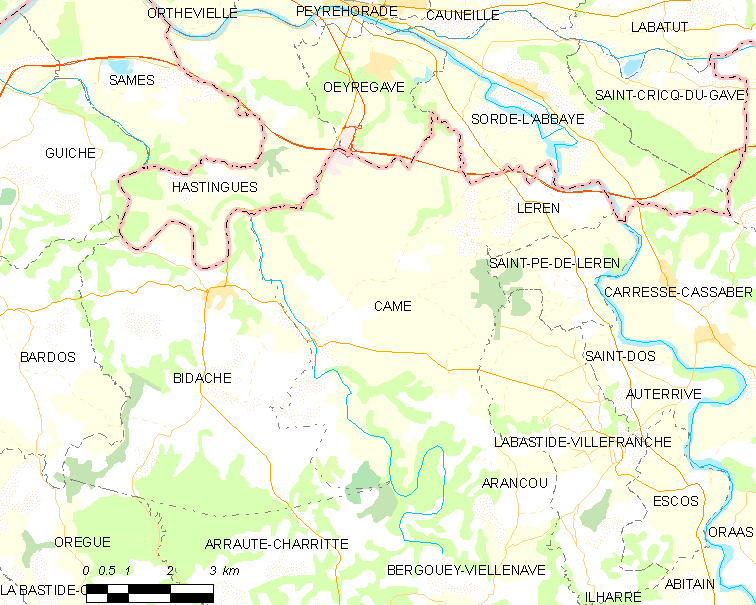
卡姆的OSM定位图

## 行政
卡姆的邮政编码为64520，INSEE市镇编码为64161。

## 政治
卡姆所属的省级选区为比达什地区-阿米库塞-奥斯蒂巴尔县。

## 人口

1962-2008年间卡姆人口变化图示

卡姆于2022年1月1日时的人口数量为1019人。